# D/S Dronning Maud
D/S Dronning Maud var ett  norskt ångfartyg som byggdes år 1925 på
Fredrikstad Mekaniske Verksted i Fredrikstad åt Det Nordenfjeldske Dampskibsselskab i  Trondheim och sattes i trafik på Hurtigruten. Fartyget är uppkallat efter den norska drottningen med samma namn.
I mars 1940 rekvirerades fartyget av 
de norska myndigheterna som sjukhusfartyg och försågs med  Röda Korsets flagga.
Den 1 maj 1940 anfölls Dronning Maud av två tyska bombflygplan medan hon låg vid kaj i Foldvik i Gratangens kommun. Fartyget träffades av två bomber och bröt i brand. Ett fiskefartyg lyckades att bogsera henne ut från kajen där hon senare sjönk. Dronning Maud blev helt utbränd och välte om på sidan. Nitton personer miste livet.

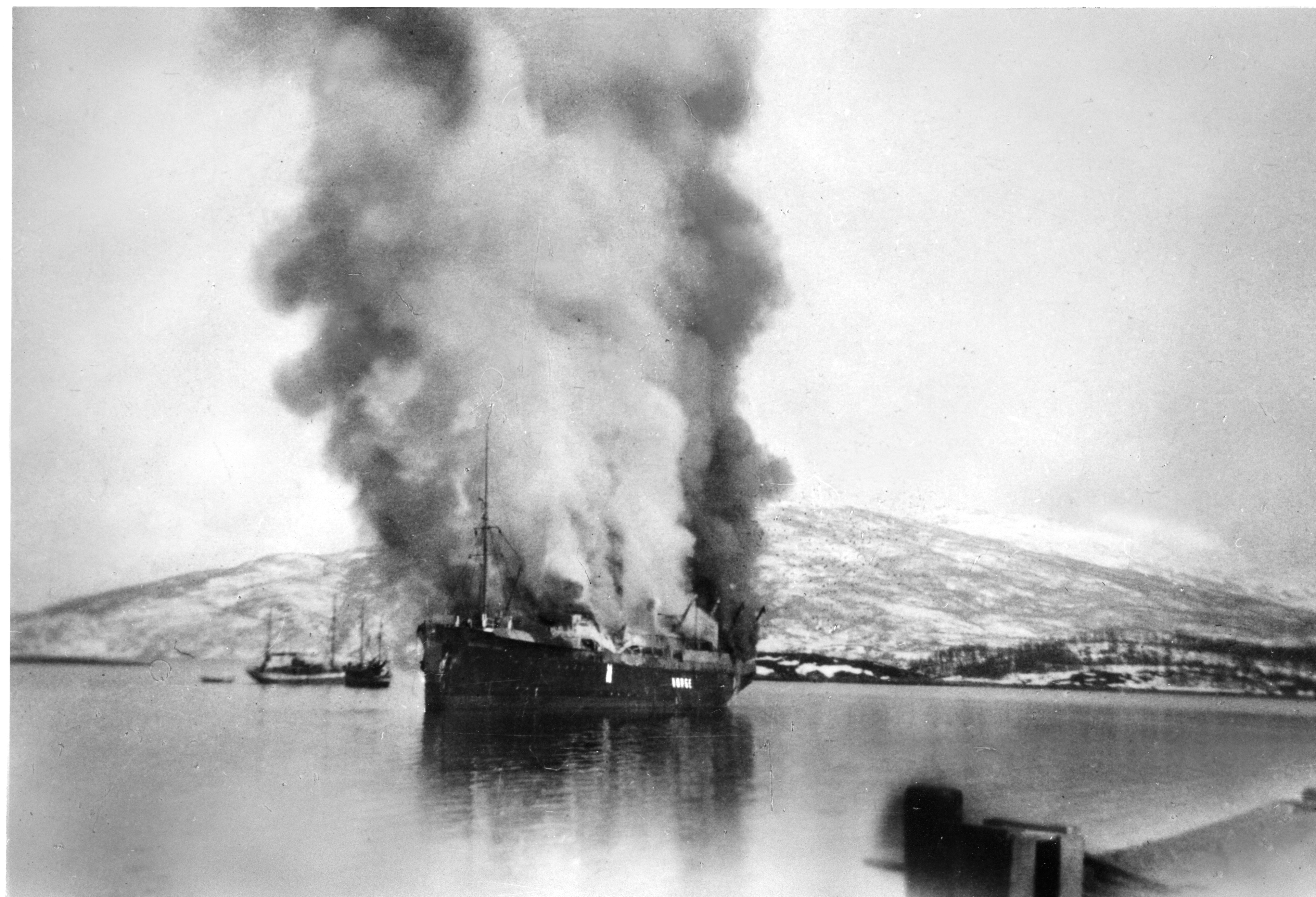
Dronning Maud i brand efter angreppet.

Många av de sårade fördes till Harstad ombord på den brittiska jagaren HMS Cossack.
Vraket av Dronning Maud ligger 200–300 meter från land och är ett populärt mål för dykare.